# Skrytki (powieść)
Skrytki – powieść Zofii Romanowiczowej; wydana jesienią 1980 roku, w Paryżu nakładem Instytutu Literackiego. Zgodnie z zamieszczonym pod tekstem podpisem autorki, utwór pisany był w Paryżu w latach 1977–1979. Autorka zadedykowała go Tymonowi Terleckiemu.

## O powieści
Skrytki to historia małżeństwa, którego dziecko po kilku latach normalnego rozwoju, zapada na autyzm, przestaje komunikować się z otoczeniem, również ze zrozpaczonymi rodzicami, cofa się w rozwoju do stanu wegetatywnego. Pomimo podjęcia prób leczenia i terapii, stan chłopca ciągle się pogarsza, co skutkuje koniecznością umieszczenia go w domu opieki. Akcja powieści rozgrywa się w ciągu kilku tygodni i zogniskowana jest wokół wyjazdu małżeństwa na coroczne wakacje. 

## Problematyka powieści
Niektórzy recenzenci uznali Skrytki za pierwszą „francuską” powieść Zofii Romanowiczowej, dlatego że „pisarka zerwała w niej z tematyką ściśle związaną z jej doświadczeniem – wojną oraz życiem polskich emigrantów we Francji”. Inni dostrzegali delikatnie, aczkolwiek znacząco, zarysowane reminiscencje doświadczeń wojennych i obozowych. Arkadiusz Morawiec uznał, że głównym tematem Skrytek jest „istniejące w świecie cierpienie, a także związane z nim kwestie psychologiczne, filozoficzne i teologiczne (bardziej niż społeczne). Romanowiczowa więc, owszem, podejmuje w Skrytkach zagadnienia uniwersalne i fundamentalne (skądinąd podejmowała je już we wcześniejszych książkach), jednak należy podkreślić, że istotnym bodźcem do ich podjęcia jest także jej własne doświadczenie, wpisane w najokrutniejsze wypadki historyczne XX wieku”. Bez wątpienia, Skrytki różnią się od pozostałych  powieści  Romanowiczowej. Natalia Królikowska stwierdza: "Główną bohaterką tego utworu nie jest, jak bywało to wcześniej, kobieta - lecz para - bezimienni mąż i żona, oboje naznaczeni traumą - tym razem jednak nie wojenną, lecz wynikającą z choroby i kalectwa ich dziecka".  

## Kwestie genologiczne
Skrytki powszechnie uznawane są za powieść psychologiczną, z dużą dozą realizmu, a nawet naturalizmu. W przeciwieństwie do innych powieści Romanowiczowej, w Skrytkach znajduje się bardzo dużo opisów miejskich i wiejskich krajobrazów, scenek z życia mieszkańców. Utwór ten wykazuje również pewne cechy paraboliczne, stając się trawestacją wygnania z raju, przypowieścią o źródłach zła i sensie cierpienia. 

## Recepcja powieści
Arkadiusz Morawiec w publikacji, poświęconej życiu i twórczości Zofii Romanowiczowej stwierdza, iż Skrytki spotkały się „z żywym i życzliwym przyjęciem. Na recepcję składa się kilkanaście recenzji. Dziewięć spośród nich, jak również nota zachęcająca do jej lektury, ukazało się w prasie emigracyjnej. Sześć recenzji opublikowano w Polsce; jest to dużo, zważywszy, że książka nie miała edycji krajowej i była trudno dostępna”. Skrytki zdobyły Nagrodę Związku Pisarzy Polskich na Obczyźnie im. Herminii Naglerowej jako najlepsza książka 1980 roku wydana na emigracji oraz Nagrodę Literacką im. Zygmunta Hertza za 1985 rok. W plebiscycie na najpopularniejszego prozaika emigracyjnego „Kultury” w roku 1981, Zofia Romanowiczowa zajęła wysokie, dziesiąte miejsce, wyprzedzając Henryka Grynberga i Marka Hłaskę.